# 謝諮
謝諮（1452年—？），字堯臣，湖廣衡州府耒陽縣人，軍籍，明朝政治人物。

## 生平
湖廣鄉試第四十四名舉人。成化二十三年（1487年）中式丁未科會試第一百四十六名，三甲第一百五十六名進士。

## 家族
曾祖謝永昌；祖父謝必賢，知州；父謝文祥，前監察御史。母李氏。慈侍下。